# رابین زارکا
رابین زارکا (انگلیسی: Robin Szarka؛ زادهٔ ۱۷ سپتامبر ۱۹۹۱) بازیکن فوتبال اهل آلمان است.
از باشگاه‌هایی که در آن بازی کرده‌است می‌توان به باشگاه فوتبال انرژی کوتبوس و باشگاه فوتبال هوفنهایم اشاره کرد.